# 151e méridien est
En géographie, le 151e méridien est est le méridien joignant les points de la surface de la Terre dont la longitude est égale à 151° est.

## Géographie

### Dimensions
Comme tous les autres méridiens, la longueur du 151e méridien correspond à une demi-circonférence terrestre, soit 20 003,932 km. Au niveau de l'équateur, il est distant du méridien de Greenwich de 16 809 km,.
Avec le 29e méridien ouest, il forme un grand cercle passant par les pôles géographiques terrestres.

### Régions traversées
En commençant par le pôle Nord et descendant vers le sud au pôle Sud, Le 151e méridien est passe par:
| Coordonnées           | Pays, territoire ou mer   | Notes |
| --------------------- | ------------------------- | --- |
| 90° 00′ N, 151° 00′ E | Océan Arctique            | |
| 76° 50′ N, 151° 00′ E | Mer de Sibérie orientale  | Passe juste à l'est de l'Île de Nouvelle-Sibérie, République de Sakha, Russie (à 75° 07′ N, 150° 59′ E) |
| 71° 23′ N, 151° 00′ E | Russie                    | République de Sakha Oblast de Magadan — à partir de 64° 20′ N, 151° 00′ E |
| 59° 34′ N, 151° 00′ E | Mer d'Okhotsk             | Pase entre Ostrov Zav’yalova et la Péninsule Koni, Oblast de Magadan, Russie (à 59° 05′ N, 151° 00′ E) Passe juste à l'est des Îlets Chyornye Braty, Oblast de Sakhaline, Russie (à 46° 31′ N, 150° 56′ E) |
| 46° 33′ N, 151° 00′ E | Océan Pacifique           | |
| 2° 42′ S, 151° 00′ E  | Papouasie-Nouvelle-Guinée | Île de Nouvelle-Irlande |
| 2° 48′ S, 151° 00′ E  | Océan Pacifique           | Mer de Bismarck |
| 2° 57′ S, 151° 00′ E  | Papouasie-Nouvelle-Guinée | Île Djaul |
| 2° 58′ S, 151° 00′ E  | Océan Pacifique           | Mer de Bismarck |
| 5° 23′ S, 151° 00′ E  | Papouasie-Nouvelle-Guinée | Île de Nouvelle-Bretagne |
| 6° 02′ S, 151° 00′ E  | Mer des Salomon           | |
| 8° 30′ S, 151° 00′ E  | Papouasie-Nouvelle-Guinée | Île de Kiriwina |
| 8° 33′ S, 151° 00′ E  | Mer des Salomon           | |
| 9° 35′ S, 151° 00′ E  | Papouasie-Nouvelle-Guinée | Île Sanaroa (en) |
| 9° 38′ S, 151° 00′ E  | Mer des Salomon           | |
| 9° 55′ S, 151° 00′ E  | Papouasie-Nouvelle-Guinée | Normanby |
| 10° 07′ S, 151° 00′ E | Mer des Salomon           | |
| 10° 16′ S, 151° 00′ E | Papouasie-Nouvelle-Guinée | Île Nuakata (en) |
| 10° 17′ S, 151° 00′ E | Mer des Salomon           | |
| 10° 35′ S, 151° 00′ E | Papouasie-Nouvelle-Guinée | Île Basilaki |
| 10° 39′ S, 151° 00′ E | Mer de Corail             | Passe par les Îles de la mer de Corail Australie |
| 23° 29′ S, 151° 00′ E | Australie                 | Queensland — Île Curtis et le continent Nouvelle-Galles-du-Sud — à partir de 28° 44′ S, 151° 00′ E, passe juste à l'ouest du Grand Ouest de Sydney (à 33° 52′ S, 151° 12′ E)                               |
| 34° 14′ S, 151° 00′ E | Océan Pacifique           | |
| 60° 00′ S, 151° 00′ E | Océan Austral             | |
| 68° 18′ S, 151° 00′ E | Antarctique               | Territoire antarctique australien, partie de l'Antarctique revendiqué par l' Australie |